# Manolo Jiménez (football, 1976)
Pour les articles homonymes, voir Manuel Jiménez.
Manolo Jiménez est un footballeur international andorran né le 12 août 1976 à Andorre-la-Vieille qui évolue au poste de milieu de terrain. 
Il est l'un des joueurs les plus capés de l'équipe d'Andorre de football avec 79 matchs et 1 but marqué. Il a fait ses débuts en équipe nationale en 1998.

## Carrière
- 1997 - 1998 : FC Andorra  Andorre
- 1998 - 2000 : Constelació Esportiva  Andorre
- 2000 - 2002 : UE Sant Julià  Andorre
- 2002 - 2004 : FC Andorra  Andorre
- 2004 - 2005 : FC Ranger's  Andorre
- 2005 - 2008 : FC Andorra  Andorre
- 2008 - 2013 : FC Santa Coloma  Andorre
- 2013 - 2015 : FC Lusitanos  Andorre